# Jirga

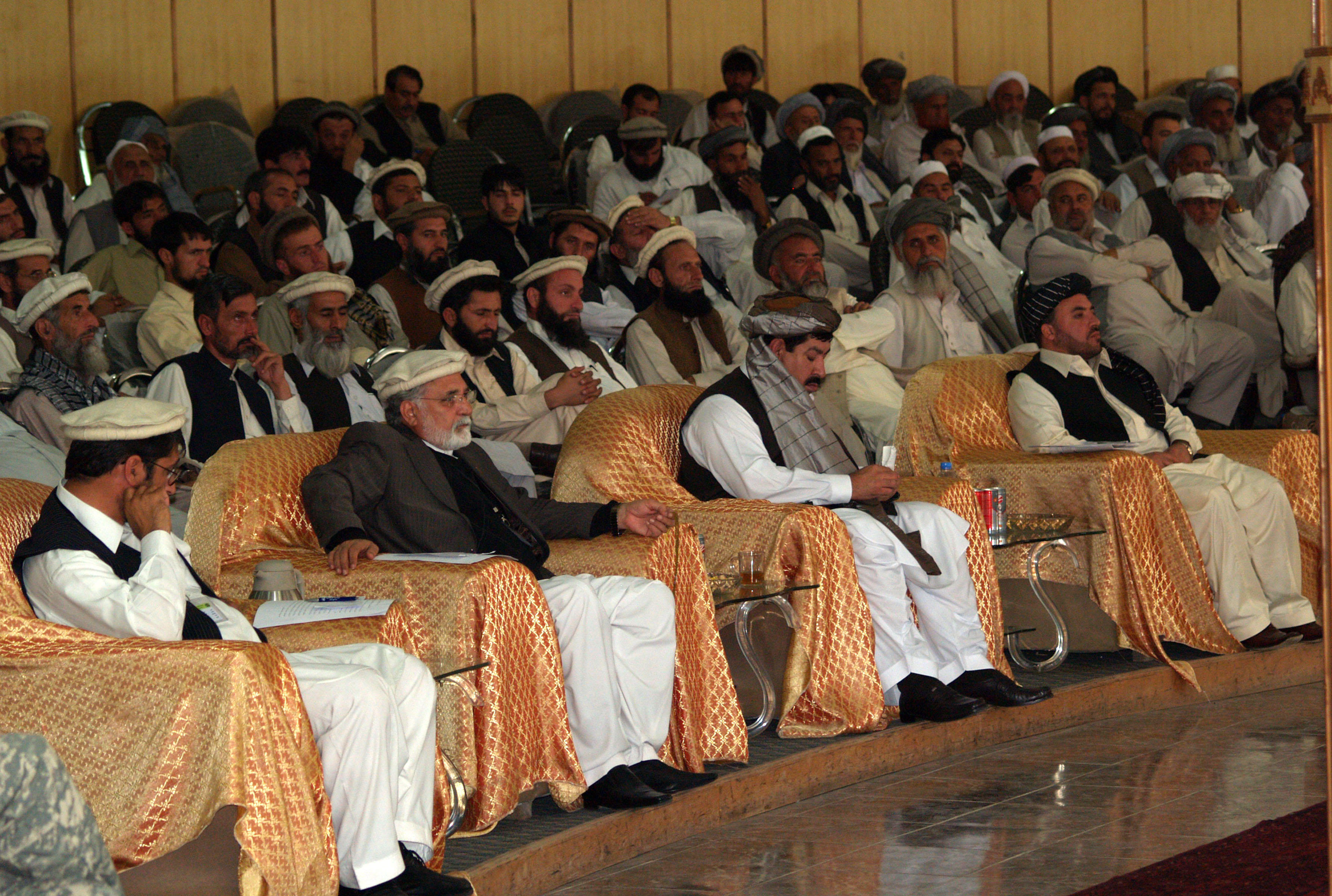
Una jirga regional en Jalalabad, Afganistán.

Una jirga (ocasionalmente jarga o jargah; pastún: جرګه) es una asamblea tradicional de líderes que toman decisiones por consenso y de acuerdo con las enseñanzas del Islam. Es anterior a las leyes escritas de hoy en día y se lleva a cabo para resolver las disputas entre el pueblo pastún, y en menor medida entre otros grupos cercanos que han sido influenciados por los pastunes (históricamente conocidos como los afganos). Su objetivo principal ha sido evitar las guerras tribales. La mayoría de las jirgas se llevan a cabo en Afganistán, y también entre las tribus pastunes en el vecino Pakistán, especialmente en las Áreas Tribales bajo Administración Federal (ATAF) y Jaiber Pajtunjuá.

## Función
El consejo de la comunidad puede servir de instrumento para dirimir una disputa entre dos personas; siendo parte del mecanismo de resolución de controversias en este tipo de casos. Los litigantes suelen empezar con la búsqueda de un mediador, que suele ser un importante líder religioso, un notable local o un especialista en mediación (un kan o malik). El mediador escucha a las dos partes y luego forma una jirga de ancianos de la comunidad, teniendo cuidado de incluir partidarios de ambos lados. La jirga entonces considera el caso y, después de discutir el asunto, llega a una decisión acerca de cómo manejar la situación, que el mediador entonces anuncia. La conclusión de las jirgas es obligatoria.
La jirga también fue utilizada como tribunal en los casos de conducta criminal, pero este uso está siendo sustituido por los tribunales formales en algunas zonas pobladas de Pakistán y Afganistán, aunque en regiones tribales todavía se la utiliza como tribunal.
La jirga tiene el prestigio de un tribunal en las áreas tribales de Pakistán. Aunque existen agentes políticos nombrados por el gobierno nacional para mantener la ley y el orden a través del Reglamento de Crímenes de la Frontera, lo hace con la ayuda de la jirga, residiendo el poder real en esta última. El agente político mantiene la ley y el orden en su región tribal con la ayuda de las jirgas. La jirga puede imponer la pena capital, como la muerte por lapidación en caso de adulterio, o la expulsión de la comunidad.
El Tribunal Superior de Sindh decretó una prohibición de la celebración de jirgas en abril de 2004, debido a las condenas a veces inhumanas otorgadas a las personas, especialmente hacia las mujeres y los hombres que se casan por su propia voluntad. La prohibición, sin embargo, ha sido ignorada.
En las recientes operaciones militares contra Al Qaeda y los talibanes en las zonas tribales problemáticas de la frontera sur de Pakistán con Afganistán, las jirgas jugaron un papel clave como moderadoras entre el gobierno y los militantes. La tradición de la jirga también ha sido adoptada por los musulmanes en el valle de Cachemira en la zona administrada por la India.
Una jirga exclusivamente femenina ("consejo de hermanas") se formó en Pakistán, constituida por 25 miembros. Fue encabezada por Tabbassum Adnan, y ayudó a 11 mujeres que recibieron justicia a partir de 2013.